# Rus' de Kiev
Pour les articles homonymes, voir Rus et Rous (homonymie).
882–1240
Entités précédentes :
- Slaves orientaux
- Khaganat de la Rus'
- Khazars
- Garðaríki
- Kouïaba
- Slawiya
- Arthaniya

Entités suivantes :
- Principauté de Kiev
- Principauté de Vladimir-Souzdal
- République de Novgorod
- Principauté de Galicie
- Principauté de Volhynie
- Grand-duché de Lituanie
- Principauté de Riazan
- Principauté de Tver
- Principauté de Smolensk
- Principauté de Tchernigov
- Principauté de Pereïaslavl
- Principauté de Polotsk
- Principauté de Tourov et Pinsk
- Empire mongol

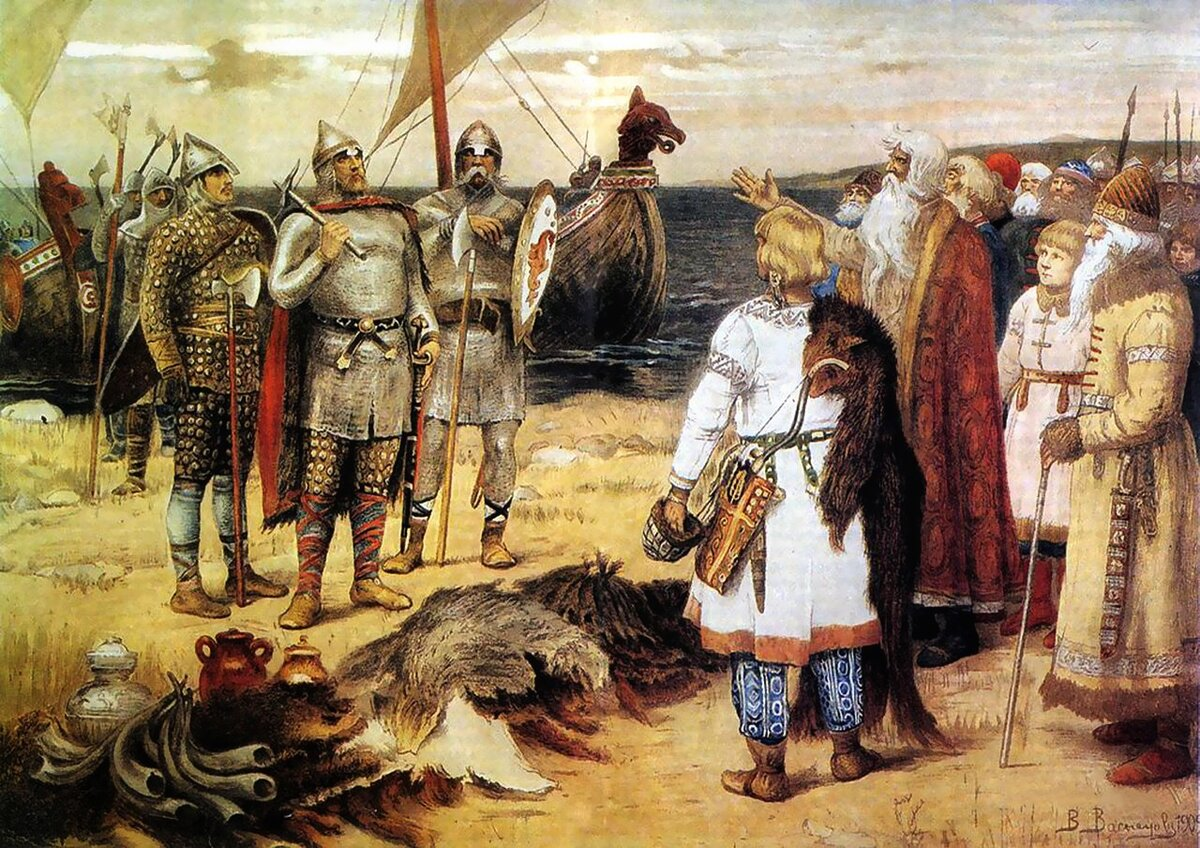
Riourik et ses frères au lac Ladoga, par Apollinary Vasnetsov (1856-1933).

La Rusʹ de Kiev, ou Rous de Kiev, avec une translittération scientifique (en vieux russe : Роусь / Rous’ ou Роусьскаѧ землѧ / Rous'skaja zemlja ; en ukrainien : Київська Русь ; en russe : Киевская Русь / Kievskaja Rusʹ ; en biélorusse : Кіеўская Русь / Kijeŭskaja Ruś), appelée aussi État de Kiev, Russie kiévienne, principauté de Kiev ou Ruthénie prémongole, est une principauté slave orientale qui a existé du milieu du IXe au milieu du XIIIe siècle sous la domination des Varègues (Vikings) et des Slaves de Kiev (Polianes), auxquels les Varègues se sont assimilés,. Elle s'est finalement fragmentée en une multitude de principautés qui ont ensuite subi, à l'ouest, la conquête lituanienne et à l'est l’invasion mongole, qui commença en 1223. La Rusʹ de Kiev est la plus ancienne entité politique commune à l'histoire des trois États slaves orientaux modernes : Biélorussie, Russie et Ukraine.
À l'origine, le nom Rusʹ, ou Terre de Rusʹ (« pays du gouvernail », roðslagen en varègue) désignait la région des Polianes vivant dans l'actuelle Ukraine centrale, dont le centre était Kiev, mais plus tard, il désigna également tous les territoires subordonnés à Kiev,. En finnois actuel, la Suède est appelée Ruotsi, nom à rapprocher de Rusʹ, ce qui peut signifier que les Finnois voyaient autrefois les populations des deux côtés de la mer Baltique comme apparentées,.
À la fin du IXe siècle, les Varègues ont commencé à arriver à Kiev, et Askold et Dir sont devenus les premiers souverains scandinaves de Kiev en 864. Jusqu'alors, les Polianes avaient rendu hommage aux Khazars, un peuple turc semi-nomade, qui allait finalement être conquis par Kiev sous le règne de Sviatoslav le Brave en 965. Au XIe siècle, la Rusʹ de Kiev est l'État d’Europe le plus étendu, atteignant la mer Noire, la Volga, ainsi que le royaume de Pologne et ce qui devient le grand-duché de Lituanie. La Rusʹ de Kiev est alors culturellement et ethniquement diverse, comprenant des populations — peu nombreuses — slaves, baltes, scandinaves et finno-ougriennes vivant en pogosts, communautés organisées autour d'un lieu de culte pravoslave, qui deviendra une paroisse après la christianisation et sera la base du système du mir.
La Rusʹ est d'abord dirigée par une dynastie d'origine scandinave, les Riourikides, rapidement slavisée. Les règnes de Vladimir le Grand (980-1015) et de son fils Iaroslav le Sage (1019-1054) constituent l'âge d'or de la Rusʹ, convertie à l'orthodoxie, et avec les premiers écrits en langue slave, notamment des codes juridiques, telle la Rousskaïa Pravda (« le Droit russe »). Une princesse kiévienne devient reine de France sous le nom d'Anne de Kiev, épouse du roi de France Henri Ier.
Cet essor est dû aux voies commerciales existant alors entre la Scandinavie, fournisseur de bois, de peaux et surtout d'ambre, mais aussi d'esclaves, et Constantinople, source de cire d'abeille et de miel, de soieries, et d'or. La Rusʹ contrôle en effet deux routes commerciales importantes :
- la route commerciale du Dniepr, de la mer Baltique à l'Empire byzantin, en passant par la mer Noire.
- la route commerciale de la Volga, de la mer Baltique à l'Orient, en passant par la mer Caspienne.

## Histoire

### La création et l'expansion de la Rusʹ de Kiev

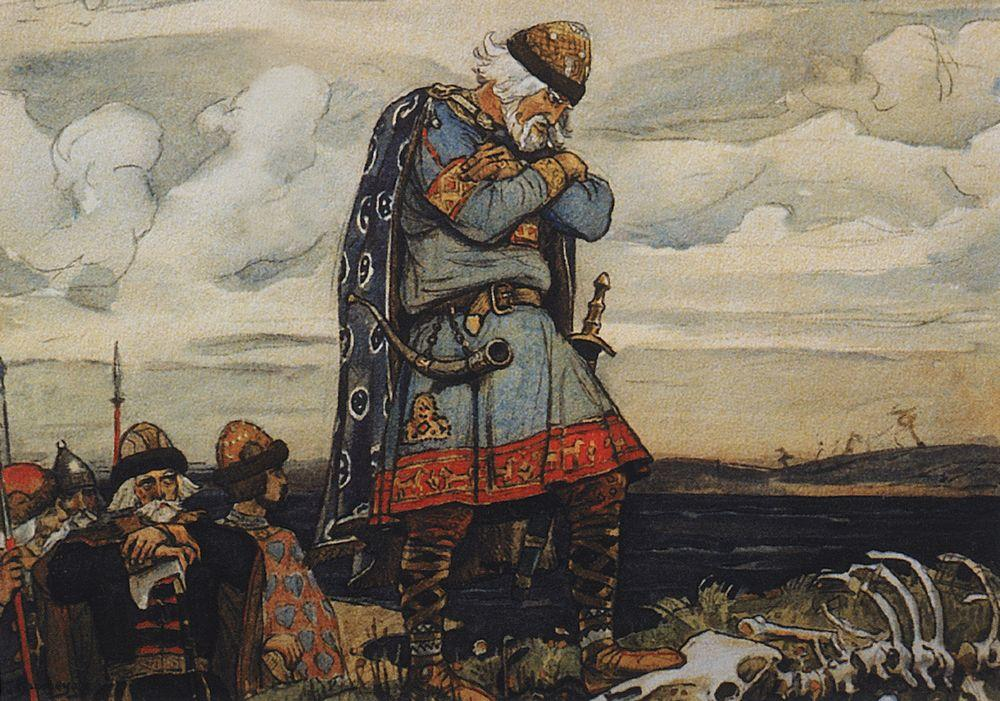
Le lai d'Oleg le Sage, par Viktor Vasnetsov.

D'après la Chronique des temps passés (Chronique de Nestor, par le moine Nestor), le territoire de la future Kiev a été colonisé par la tribu slave des Polianes. Les chefs des Polianes de l'époque, trois frères Kiy, Shchek et Khoryv, ont fondé la ville de Kiev dans l'Antiquité. Le territoire du futur État de Kiev était originellement réparti et contrôlé entre les Varègues au nord-ouest et les Khazars au sud-est. Cette source affirme que, depuis 859, les Tchoudes, les Maris et les Krivitches rendaient hommage aux Varègues, alors que les Polianes, les Sévériens et les Viatitches rendaient tribut aux Khazars. Puis trois frères varègues nommés Riourik, Sinéous et Trouvor (reconstruits comme Hrørekr, Signiutr/Signjótr et þorvarðr/þruvarðr en scandinave) s'établissent respectivement à Novgorod, Beloozero et Izborsk. Deux ans plus tard, les deux frères de Riourik périssent, le laissant seul maître de la région. Certains historiens contestent néanmoins la validité de ce récit, ainsi que la Chronique des temps passés.
La Rusʹ de Kiev est officiellement fondée par Oleg le Sage aux alentours de l'an 880. Le territoire de cet État est beaucoup plus petit que celui qu'a gouverné plus tard Iaroslav le Sage. Au cours de ses trente-cinq années de règne, Oleg soumet différentes tribus slaves et finnoises. En 882, il dépose Askold et Dir qui gouvernaient Kiev, et choisit cette ville comme capitale en la désignant comme « mère de toutes les villes russes ». En 883, Oleg bat les Drevliens et leur impose un tribut de fourrures. En 884, il réussit à contrôler les Drevliens, les Sévériens, les Viatitches et les Radimitches (ru), tout en étant en guerre avec les Tivertses et les Oulitches.

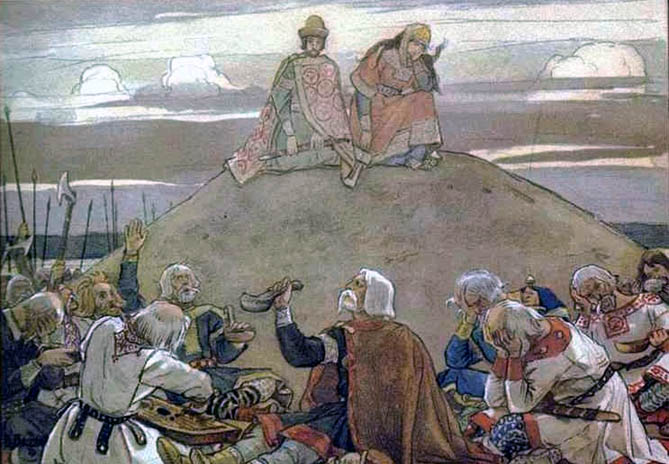
L'enterrement d'Oleg, par Viktor Vasnetsov.

En 907, Oleg dirige une attaque contre Constantinople avec, selon la légende, 80 000 guerriers transportés par deux mille mahonnes. Il laisse pendant ce temps le gouvernement de Kiev à Igor de Kiev. Oleg ne peut prendre Constantinople, mais pille les environs et reçoit des Romains d'Orient de l'or pour 1 million de grivnas pour se retirer. En 912, il signe un traité de commerce avec eux. Après la mort d'Oleg, cette même année, les Drevliens se rebellent, mais sont battus par Igor de Kiev qui avait conclu une alliance avec les Petchénègues, afin d'attaquer à nouveau Constantinople, dans le but d’obtenir un traité de commerce, qui sera conclu en 912. Une seconde campagne, en 941, aboutit au traité de 945. Les textes conservés dans la Chronique soulignent les conditions offertes aux marchands ruthènes pour écouler à Constantinople leurs marchandises, fourrures, cires, miel et esclaves, et, en retour, y acheter brocarts, bijoux et produits de luxe de l'artisanat byzantin.

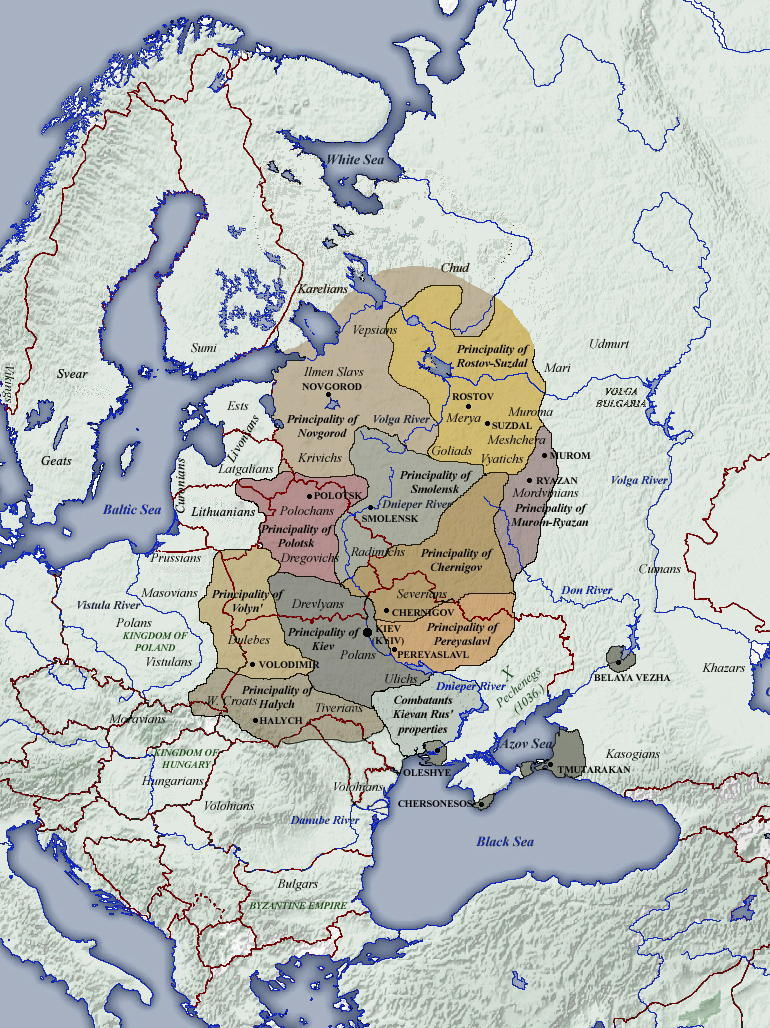
Carte des premières principalités issues de la Rus’ de Kiev.

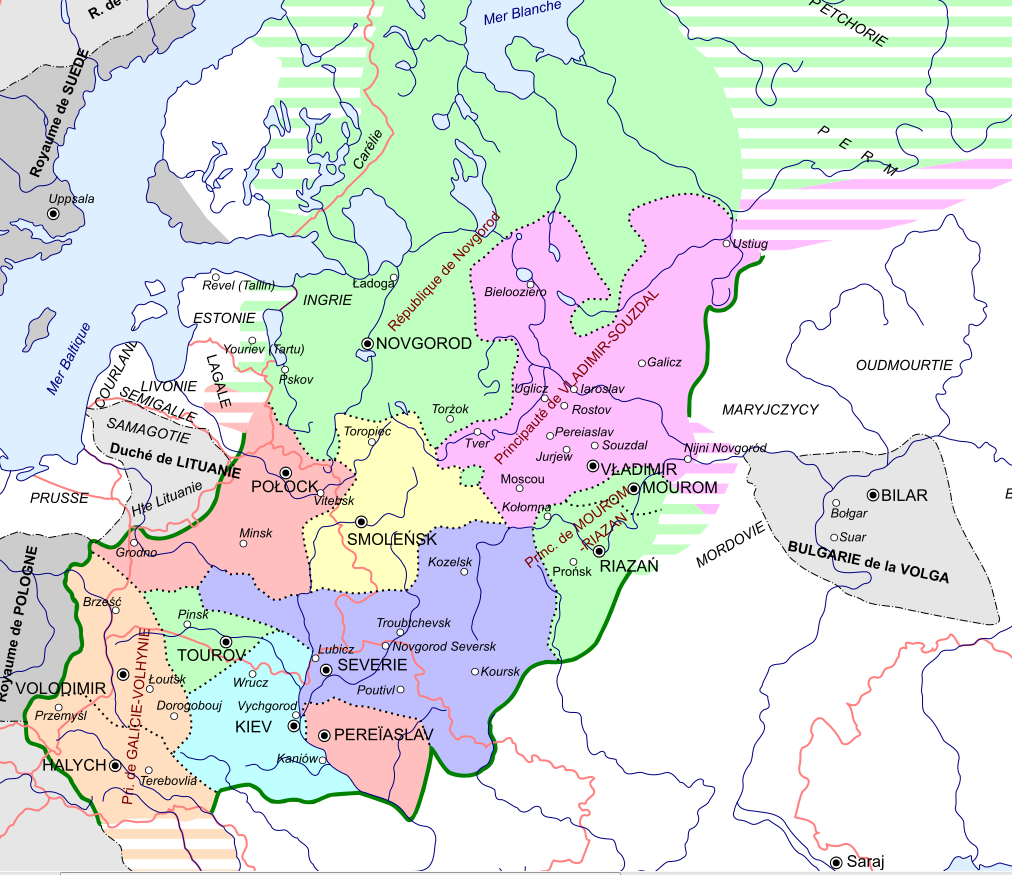
Les principautés issues de la Rusʹ de Kiev en 1237.

Durant le règne de Sviatoslav Ier (945-972), les dirigeants scandinaves de la Rusʹ adoptent le polythéisme slave, avec le culte de Péroun, et ils adoptent aussi des noms slaves, alors que leur droujina, leur garde personnelle, se compose encore essentiellement de Scandinaves. Les conquêtes militaires de Sviatoslav Ier sont nombreuses : en 965, il détruit l'État khazar, et en 968, à la demande de l'empereur Nicéphore Phocas, il fait campagne dans les Balkans contre les Bulgares du Danube et prend leur capitale Preslav. Ibn Hawqal raconte qu'il ne laisse à ces deux peuples que « quelques ruines sans valeur ».
La formation d'un État puissant et fort au nord des steppes de la mer Noire permet aux princes de la Rusʹ de garder le contrôle de la « route des Varègues aux Grecs » menacée depuis 915 par l'arrivée d'un peuple cavalier turcophone : les Petchénègues. Garants du maintien de la paix dans les steppes situées au nord de la mer Noire, les princes de la Rusʹ voient leur statut confirmé par la réception solennelle que l'empereur Constantin VII offre en 957, dans le Grand Palais de Constantinople, à la veuve du prince Igor, la princesse régente Olga. Une fresque de la cathédrale Sainte-Sophie de Kiev rappelle encore cette réception. C'est peut-être à l'occasion de ce séjour que la princesse découvre la foi chrétienne et les fastes de la liturgie byzantine : elle s'y convertira plus tard, à Kiev, à titre personnel.
Au cours du premier siècle de son existence, la Rusʹ de Kiev s'est donc imposée comme un partenaire commercial et un allié militaire calculé de l'Empire byzantin. C'est à elle désormais qu'il appartient de maintenir le statu quo dans les régions du nord de la mer Noire, pour garder ouverte l'artère économique principale qui relie, par le cours du Dniepr, le monde scandinave au monde méditerranéen.

### Le règne de Vladimir le Grand et la christianisation

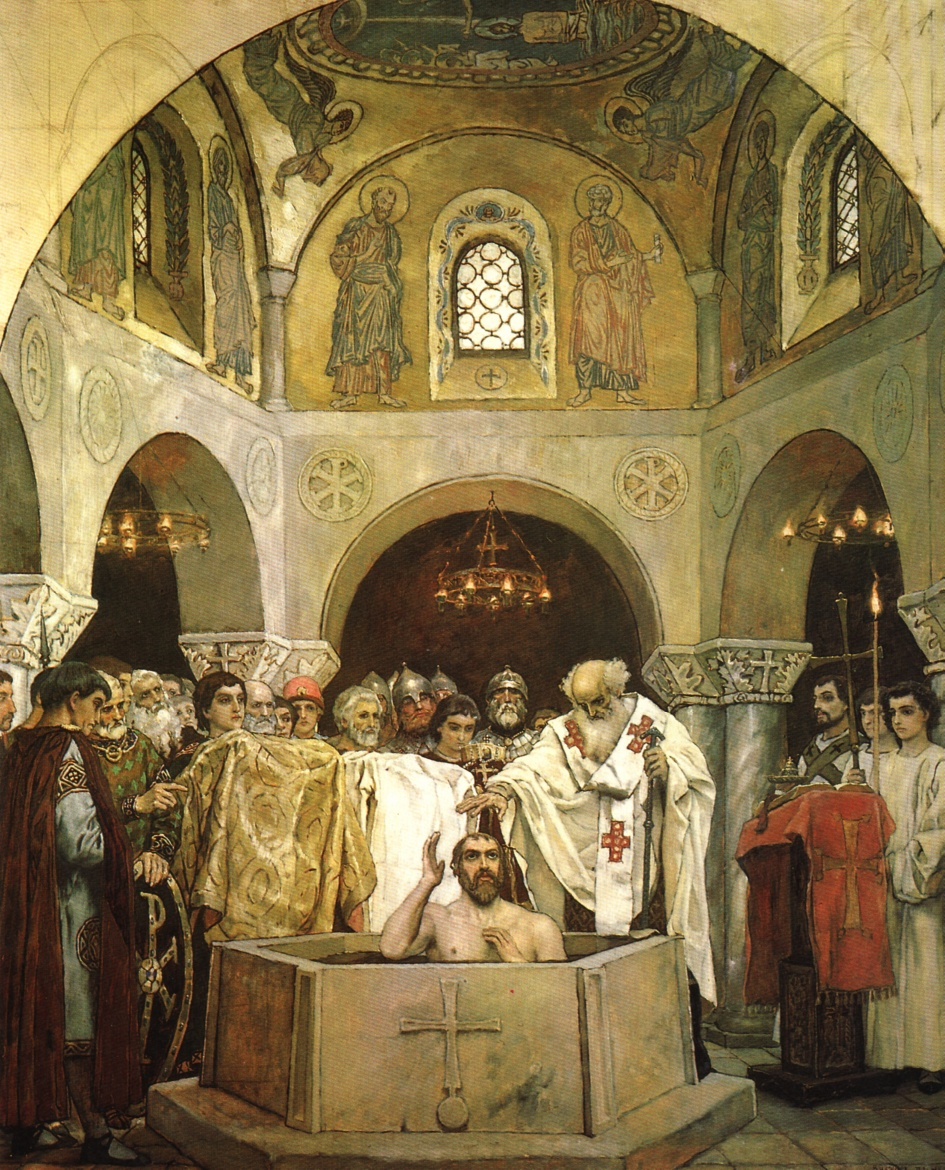
Le baptême de Vladimir, par Viktor Vasnetsov.

La deuxième période de l'histoire de la Rusʹ de Kiev (980-1054) est marquée par deux règnes prestigieux, ceux des princes Vladimir Ier, dit le Beau Soleil (980-1015), et de son fils Iaroslav le Sage (1019-1054). Mais déjà la difficulté d'instaurer un ordre successoral cohérent menaçait l'unité et la stabilité de la principauté.
La région de Kiev est le centre de l'État de la Rusʹ de Kiev durant deux siècles. Il s'agit d'une fédération féodale où le « Velikiï Kniaz » (russe : Великий Князь) ou « Grand Prince » contrôle directement Kiev et les terres autour de la ville, tandis que sa parentèle et ses vassaux, placés dans les autres grandes villes de la Rusʹ, lui paient tribut. L'apogée du pouvoir de l'État se situe pendant les règnes de Vladimir le Grand (980-1015) et de Iaroslav le Sage (1019-1054). Les deux dirigeants poursuivent l'expansion de la Rusʹ, qui avait commencé sous Oleg.
Vladimir accède au pouvoir après la mort de son père Sviatoslav Ier en 972 et après avoir vaincu son demi-frère Iaropolk Ier en 980. Le règne du nouveau prince fait entrer la Rusʹ dans une phase de rassemblement autour du principe dynastique. En 981, il porte la guerre sur la frontière occidentale, reprenant des villes aux Polonais, aux Prussiens, et à la tribu lituanienne des Iatvingiens. C’est sous Vladimir le Grand que s’opère la christianisation et l'entrée dans la communauté des États chrétiens, dans l’oikouménè byzantine, de la Rusʹ à partir de 988. Vladimir fait alors le voyage à Constantinople en 988, saisissant et soumettant son intervention contre l'usurpateur Bardas Sklèros à l'octroi de la main de la princesse Anne, sœur des empereurs byzantins Basile II et Constantin VIII. Vladimir Ier reçoit alors le baptême, suivi de leur mariage, en la cathédrale Saint-Vladimir de Chersonèse, convertissant la principauté de Kiev au christianisme orthodoxe selon le rite byzantin. Ce baptême aurait été célébré, selon les sources, par le métropolite de Chersonèse ou directement par le patriarche de Constantinople Nicolas II Chrysobergès.
Vladimir consacre la fin de sa vie à la mise en place d'une société nouvelle régie par les principes du christianisme, et jette les bases d'un État puissant et centralisé, uni autour de la nouvelle identité que lui donne le christianisme byzantin qui entraîne la construction de nouveaux édifices sacrés avec un programme iconographique de peintures monumentales.
Il n'a pas établi de règles précises de succession, et s'est contenté de placer ses nombreux fils à la tête des principales villes du pays : Novgorod, Polotsk, Tourov, Rostov et Tmoutarakan. Une violente guerre civile éclate donc à sa mort, survenue en 1015, et ce sont deux de ses fils, Iaroslav, prince de Novgorod, et Mstislav, qui en sortent vainqueurs en 1019. Néanmoins, la tradition populaire des bylines s'est vite emparée de la renommée d'un héros dont la sagesse et la puissance lui ont permis de surmonter toutes les épreuves.
Lors du schisme de 1054 la Rusʹ demeura fidèle au rite byzantin, reflet de ses liens étroits avec Constantinople, qui dominait la mer Noire et donc le commerce à partir de la route commerciale du Dniepr. Rester dans le giron de l'Église d'Orient eut pour la Rusʹ des conséquences politiques, culturelles et religieuses. L'Église avait déjà une liturgie écrite en alphabet cyrillique, et un corpus de traductions du grec, qui avait été produit pour les peuples slaves. L'existence de cette littérature facilita la conversion au christianisme des Slaves orientaux, et introduisit la philosophie grecque ainsi que les sciences et l'historiographie grecques, sans la nécessité d'apprendre la langue grecque.

### Le règne de Iaroslav le Sage
La guerre civile qui dure de 1015 à 1019 est marquée par deux événements importants : d'une part, l'assassinat en 1015 des deux fils de Vladimir, les princes Boris et Gleb ; d'autre part, l'invasion polonaise, conduite en 1018 par Boleslas le Vaillant, qui entendait placer son gendre Sviatopolk sur le trône de Kiev. Cette intervention souligne tout l'intérêt que la Pologne portait à ces régions. Néanmoins, cet épisode est éphémère, et dès 1019 Iaroslav retrouve son trône kiévien, et règne sur la rive droite du Dniepr et sur Novgorod, laissant à son frère, Mstislav, la rive gauche du fleuve. En 1036, la mort de ce dernier permet à Iaroslav le Sage de réunir sous son autorité les deux rives du fleuve.

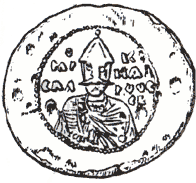
Sceau de Iaroslav le Sage.

Iaroslav le Sage eut également à lutter pour le pouvoir contre ses frères. Bien qu'il ait d'abord établi sa domination sur Kiev en 1019, il n'a un contrôle incontesté sur l'ensemble de la Rusʹ qu’à partir de 1036, à la mort de Mstislav de Tchernigov. Comme Vladimir, Iaroslav est désireux d'améliorer les relations avec le reste de l'Europe, et en particulier l'Empire byzantin. Il entreprend de conduire une active politique matrimoniale qui unirait la dynastie des Riourikides aux plus grandes familles royales d'Occident. La fille de son fils Vsevolod Ier, Eupraxie, est mariée à Henri IV, Empereur romain germanique (elle porte dès lors le nom d'Adélaïde).
Iaroslav avait épousé Ingigerd, la fille du roi Olof de Suède. Son fils aîné, Iziaslav Ier, épouse Gertrude, fille du roi de Pologne Mieszko II Lambert ; son second fils, Sviatoslav II, épouse Olga, fille du comte de Babenberg ; le troisième, Vsevolod Ier de Kiev, épouse Marie, la fille de l'empereur byzantin Constantin IX. Quant aux filles, elles connaissent un destin semblable. Anastasia épouse le roi André Ier de Hongrie ; Élisabeth de Kiev, le roi Harald III de Norvège ; Anne de Kiev, le roi Henri Ier de France. La cour de Kiev est alors apparentée aux plus grandes familles princières du temps, signe visible de l'importance reconnue de la puissance de la jeune dynastie des Riourikides.
Iaroslav promulgue le premier code juridique slave, la Rousskaïa Pravda, il fait construire la cathédrale Sainte-Sophie à Kiev, et les deux monastères Saint-Georges et Sainte-Hélène, qui sont au cœur de ce que l'on appelle la « Ville de Iaroslav ». Sa dédicace est assurée en 1050 par le métropolite Hilarion ; fin lettré, son Sermon sur la loi et la Grâce est un hymne à la gloire du prince Vladimir. Il décide également la construction de la cathédrale Sainte-Sophie de Novgorod. Il encouragea le clergé local et les moines à enseigner lecture et écriture aux paroissiens. Ses fils développèrent notamment la laure des Grottes de Kiev. Ainsi, le droit, l'éducation, mais aussi l'architecture, avec des expérimentations nouvelles, telles que l'utilisation des tambours de clochers percés de fenêtres et surmontés de bulles, ou encore d'autres aspects de l'art ruthène, connaissent un renouveau impressionnant sous son règne.
L'époque innove enfin sur le plan musical. En effet, l'usage de la langue slavonne pour la liturgie ne permettait pas d'utiliser les mélodies des psaumes grecs, car le chant byzantin est asmatique, c'est-à-dire qu'à chaque syllabe correspond une note musicale, et par conséquent les mélodies grecques n'étaient pas aisément transposables en slavon, les mots slavons n'ayant pas le même nombre de syllabes que les mots grecs. C'est pour pallier cette difficulté que les chantres de la cathédrale Sainte-Sophie de Kiev inventent le mélisma, ce signe de notation musicale qui permet de placer plusieurs syllabes sous une seule notation musicale. Ainsi naît sur les bords du Dniepr le chant mélismatique.
Malgré une guerre perdue contre les byzantins en 1043, le prestige de l'État kiévien atteint alors son apogée : il s'étend du lac Ladoga près de la Baltique à la mer Noire, et du confluent de l'Oka avec la Volga jusqu'aux Carpates et au Dniestr. À la veille de sa mort, qui survint en 1054, Iaroslav le Sage tente de réguler le système successoral, en établissant chacun de ses fils dans une ville : Iziaslav Ier reçoit Kiev ; Sviatoslav II, Tchernihiv ; le troisième, Vsevolod Ier, Pereïaslav-Khmelnytskyï ; le quatrième, Viatcheslav, Smolensk ; et le cinquième, Igor, Vladimir de Volhynie. Cela préfigurait la formation d'entités patrimoniales princières, et conférait au prince de Kiev un pouvoir plus nominal qu'effectif. Cette transformation de la Rusʹ en principautés dynastiques est officialisée en 1097 au congrès de Lioubetch. La guerre civile reprend entre les princes immédiatement après le congrès.

### Le déclin de Kiev et l'essor de centres régionaux

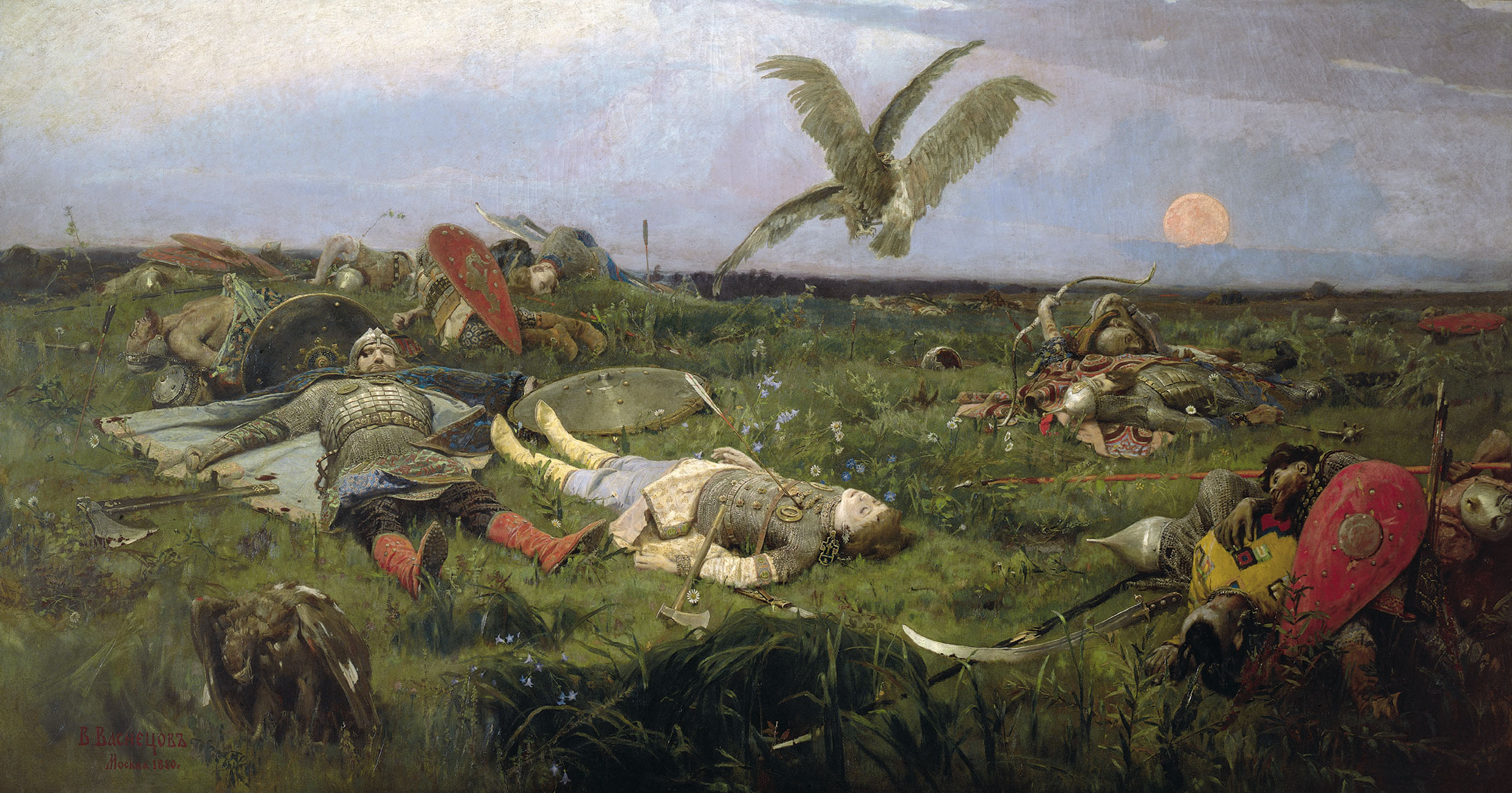
Le champ de la bataille entre Igor Sviatoslavitch et les Polovtses, par Viktor Vasnetsov, 1889.

Au XIIe siècle, les conflits entre les différentes principautés issues de la Rusʹ la mènent au déclin. La Rusʹ de Kiev se divise à cause du système de succession : de plus en plus de membres de la famille royale se taillent des principautés séparées et bientôt antagonistes, passant parfois alliance avec des États extérieurs tels que les Coumans, les Polonais ou les Hongrois. Entre 1054 et 1224, pas moins de soixante-quatre principautés plus ou moins éphémères évoluent et se succèdent. En raison de son prestige, le trône de Kiev devient l'enjeu permanent de guerres entre plusieurs dynasties, avant que celui de Novgorod ne devienne, de par sa prospérité, très convoité à son tour. La cité de Volkhov acquiert une certaine indépendance en élisant ses propres magistrats et en nommant son propre archevêque. Les autres principautés se développent également, notamment la Volhynie, la Galicie, Tourov-Pinsk, Polotsk, Smolensk, Tchernigov, Riazan et Mourom.
La ville de Rostov, le plus ancien centre du nord-est, est supplantée d'abord par Souzdal puis par la ville de Vladimir, qui devient la capitale de la principauté combinée de Vladimir-Souzdal. Celle-ci s'affirme comme l'une des principales rivales de Kiev au XIIe siècle, avant de devenir la puissance majeure quand, en 1169, son prince André Ier Bogolioubski saccage Kiev et prend le titre de grand prince.
Le déclin s'accélère avec un nouveau sac de Kiev perpétré en 1203 par Riourik Rostislavitch, suivi par la prise de Constantinople en 1204 par les forces de la quatrième croisade qui coupent les routes commerciales vers Byzance. Le 6 décembre 1240, ce sont les Mongols de Batu Khan qui prennent la ville ou ce qu'il en restait, et les Kieviens doivent, comme les autres principautés russes, se soumettent à la Horde d'Or mongole pour plusieurs siècles.

### Crépuscule du centre politique kiévien
Alexandre Nevski (1249), fils de Iaroslav II de Vladimir, grand-prince de Vladimir, prince de Novgorod en 1236, vainqueur des Suédois sur la Neva en 1240, puis des chevaliers Teutoniques et des Lituaniens sur la glace du lac Peïpous (ou Tchoudskoïe) en 1242, est investi comme grand-prince de Kiev par le khan Batou qui le reçoit à la Horde d'or en 1249 ; il en obtient aussi l'investiture pour Vladimir en 1252 et meurt en 1263.
Kiev est en fait administrée par un gouverneur mongol qui autorise jusqu'en 1299 le séjour du métropolite. Le pays de Kiev, qui a subi l'invasion mongole, est affaibli et désolé. Quand le franciscain Jean de Plan Carpin en route pour la cour mongole le traverse, il constate un pays en grande désolation. Il est détruit de nouveau par les Tatars de Crimée en 1482 (peu après la prise de Constantinople en 1453 par les Ottomans, à la suite de quoi, Ivan III de Vladimir et de Moscou reçoit en dot de Sophie Paléologue en 1472 le blason de l'Empire byzantin).

#### République de Novgorod

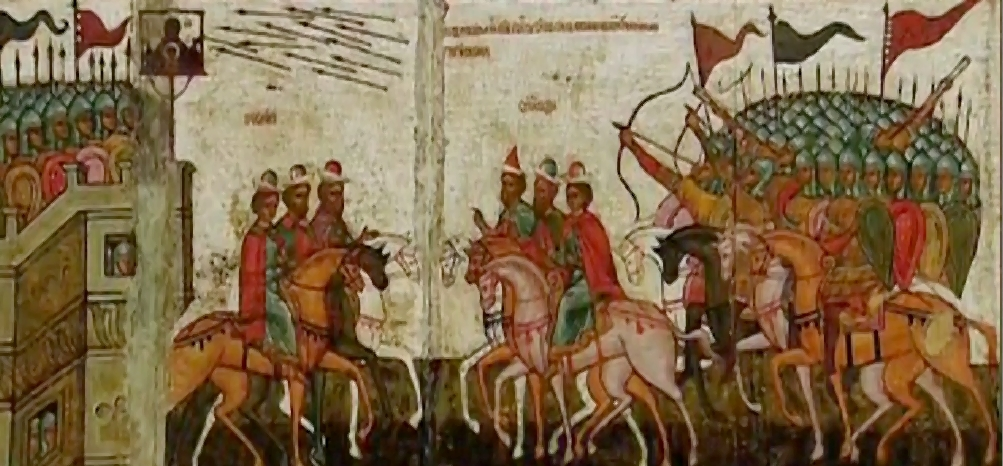
Icône de la victoire de Novgorod sur André Ier Bogolioubski, XIIe siècle.

Dans le Nord, la république de Novgorod prospéra dans le cadre de la Rusʹ, car elle contrôlait les routes commerciales de la Volga à la mer Baltique. Au fur et à mesure que la Rusʹ s'affaiblissait, Novgorod devenait de plus en plus indépendante. Une oligarchie locale s'établit à Novgorod. En 1136, les Novgorodiens profitent de l'état d'anarchie dans lequel se trouve la Rusʹ pour se débarrasser de leur prince et imposer leur droit à le choisir et à lui dicter les conditions fixées par l'assemblée populaire de la ville, le vetché, qui, parmi des boyards, élit un Premier ministre (le posadnik) et des commandants militaires (les tys'atskis). Les territoires nordiques, riches en fourrures, en animaux marins et en salines, ont été d'une grande importance économique pour Novgorod, qui a mené une série de guerres contre la principauté de Moscou pour le contrôle de ces territoires. En 1156, Novgorod devient un archevêché, signe de l'importance accrue et d'indépendance politique. L'archevêque est à la tête de l'exécutif et il est le propriétaire terrien le plus riche de Novgorod, possédant l'essentiel des terres et des richesses transférées par les princes de Kiev. Il est chargé du trésor et des relations extérieures. Les commerçants et les artisans participent également aux affaires politiques de la ville et ont leurs guildes appelées kontchans, oulitchans ou sotnias.

#### Principauté de Vladimir-Souzdal
Dans le Nord, les Slaves colonisaient le territoire qui allait devenir la Moscovie, en soumettant les tribus finnoises qui occupaient déjà la région et en se mélangeant avec elles. La ville de Rostov Veliki est dans un premier temps le principal centre de la région, avant d'être supplantée par Souzdal, puis par la ville de Vladimir, qui devient la capitale de la principauté de Vladimir-Souzdal. La région enregistre des vagues de migrations continues à partir de la région de Kiev, pour échapper aux excursions des nomades de la steppe (Coumans, Mongols…). La principauté combinée de Vladimir-Souzdal s'affirme alors comme une puissance majeure dans la Rusʹ. Profitant des guerres intestines, une figure se détache, celle du prince de Rostov-Souzdal, Iouri Dolgorouki (1125-1157), qui mène une active politique de renforcement de sa principauté, fondée sur la construction d'un réseau de forteresses destinées à se protéger des Novgodoriens au nord, et des Bulgares de la Volga à l'est : ainsi sont construites les forteresses de Zvenigorod, Kidekcha, Iouriev-Polski, Dmitrov et peut-être, en avril-novembre 1152, le premier kremlin de Moscou. Toutes ces villes forment aujourd'hui le célèbre « anneau d'or ». Cette politique est poursuivie par son fils et successeur Andreï Bogolioubski (1157-1174). En 1169, le prince André Ier Bogolioubski porte un coup sévère au pouvoir déclinant de la Rusʹ lorsque ses armées saccagent la ville de Kiev. André Ier installe son frère cadet, qui règne brièvement sur Kiev, alors que lui-même continue de gouverner son royaume de Suzdal. Ainsi, le pouvoir politique commence à dériver loin de Kiev dans la seconde moitié du XIIe siècle. En 1299, à la suite de l'invasion mongole, le métropolite déplace son siège de Kiev à la ville de Vladimir qui remplace ainsi Kiev comme un centre religieux majeur de la région.

#### Royaume de Galicie-Volhynie
Au sud-ouest, la principauté de Galicie-Volhynie développe des relations commerciales avec ses voisins polonais, hongrois et lituanien et émerge comme le successeur local à la Rusʹ. Au début du XIIIe siècle, le prince Roman Mstislavitch unit les deux principautés de Galicie et de Volhynie, auparavant distinctes, conquiert Kiev, et prend le titre de grand-duc de la Rusʹ. Son fils, Daniel de Galicie, est le premier souverain de la Rusʹ à accepter une couronne de la papauté romaine, sans rompre pourtant avec Constantinople. Au début du XIVe siècle, le patriarche de l'Église orthodoxe d'Orient, à Constantinople, accorde aux dirigeants de la Galicie-Volhynie une région métropolitaine afin de compenser le déménagement du métropolite de Kiev à Vladimir. Cependant, une longue et infructueuse lutte contre les Mongols, combinée avec l'opposition interne au prince et à des interventions étrangères, affaiblissent la Galicie-Volhynie. Avec la fin de la dynastie de Mstislavitch dans le milieu du XIVe siècle, la principauté de Galicie-Volhynie cesse d'exister. La Galicie est conquise par le royaume de Pologne, le grand-duché de Lituanie, lui, prend la Volhynie, y compris Kiev, conquis par Gediminas en 1321.

## Société

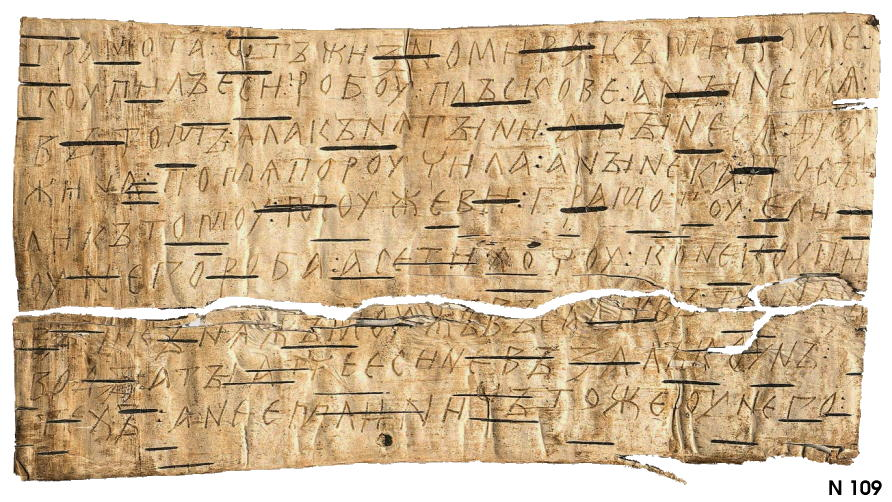
Lettre de Jisnomir à Mikoula,.

La Rusʹ de Kiev, bien que faiblement peuplée par rapport à l'Europe occidentale, eut pourtant une culture assez avancée. L'alphabétisation à Kiev, à Novgorod et dans d'autres grandes villes était élevée, par le biais notamment de documents sur écorce de bouleau. Novgorod avait un système d'égout et était pavée en bois. La Rousskaïa Pravda n’avait généralement pas recours à la peine capitale, et utilisait un système d'amendes. Certains droits inaliénables furent accordés aux femmes, tels que la propriété et les droits de succession.
Autour de 1200, Kiev comptait environ 50 000 habitants, Novgorod et Tchernigov toutes deux près de 30 000 habitants, alors que Constantinople avoisinait les 400 000 habitants vers 1180. À la veille de l'invasion mongole, la Rusʹ aurait compté environ trois cents centres urbains.
Soldats et fonctionnaires recevaient des revenus et des terres des princes en contrepartie de leurs services politiques et militaires. La société ne disposait pas d'institutions fortes basées sur les classes sociales ni de mouvement communal comme c'était le cas à l'époque en l'Europe occidentale. Néanmoins, les commerçants en milieu urbain, les artisans et les ouvriers exerçaient une influence politique à travers une assemblée municipale, le vetché, qui englobait tous les hommes de la population. Dans certains cas, le vetché conclut des accords avec les dirigeants ou les expulsa et en invita d'autres à prendre leur place. À la base de la société se trouvait un nombre important d'esclaves. Il existait aussi une classe de paysans tributaires de leur seigneur, proches des serfs, mais le caractère généralisé du servage n'existait pas dans la Rusʹ, à la différence de l'Europe occidentale ou, plus tard, dans l'Empire russe. La plus grande classe sociale était ainsi composée de paysans libres.

### Institutions
Dans les siècles qui suivent la fondation de l'État, les descendants de Riourik se partagent la Rusʹ de Kiev selon une succession particulière : les prétendants au trône changent de fief à chaque fois que leur place dans la hiérarchie féodale évolue. Les membres mineurs de la dynastie commencent ainsi généralement leur carrière dans une région reculée et progressent jusqu'à recevoir des principautés plus lucratives, pour enfin prétendre à la principauté de Kiev. Le souverain a pour fonctions essentielles d’être à la tête des armées, d’appliquer la justice et d’administrer la terre.
Les boyards n'ont aucun pouvoir légal pour s'opposer à la volonté du prince, mais il semble que dans la Rusʹ de Kiev ils soient devenus conseillers du prince.
Le vetché est une assemblée des hommes libres, qui rassemble ainsi l'ensemble des chefs de famille. Ces réunions se tenaient généralement sur le marché, et elles touchaient une large part de la population qui habitait la Rusʹ, même avant l'arrivée des Varègues. D’importantes frictions se sont ainsi produites entre les vetchés et le pouvoir princier. Un cas extrême est celui de la principauté de Novgorod, où le vetché était si puissant qu’il est même parvenu, en 1136, à expulser du trône le prince désigné.

### Économie

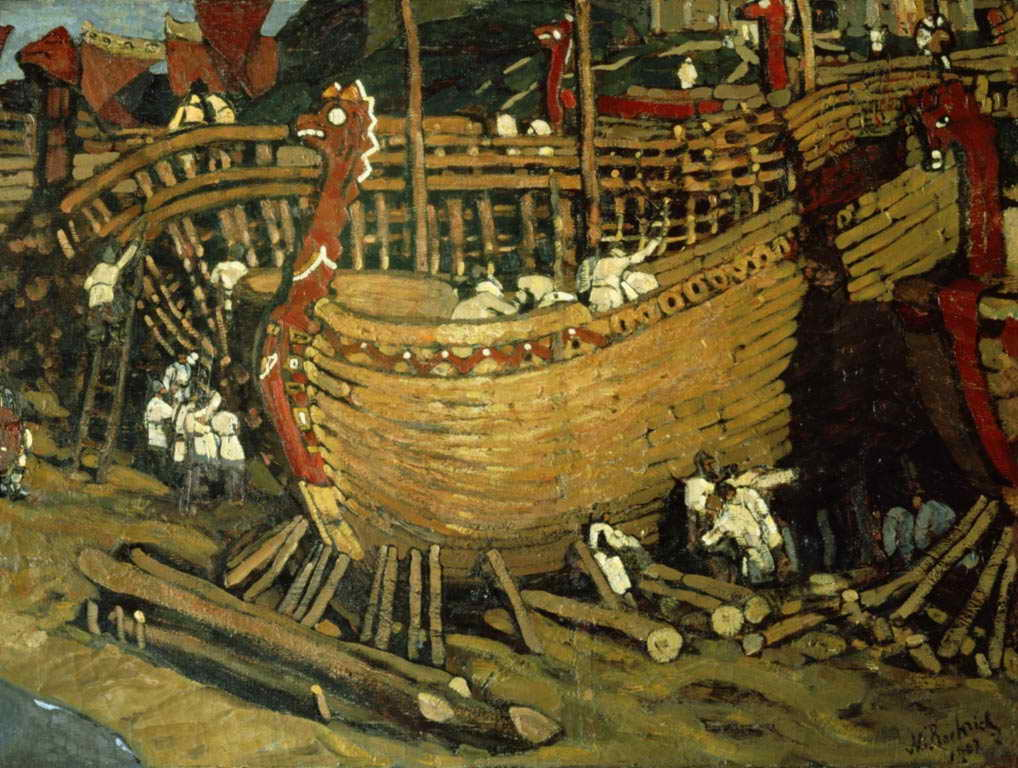
Bateaux construits dans le pays des Slaves, toile de Nikolaï Roerich représentant en 1903 la construction de bateaux de style vikings dans la Rusʹ.

L'économie de la Rusʹ de Kiev était tournée vers le commerce entre la Scandinavie et Byzance, depuis le Dniepr. L'élite de la Rusʹ était essentiellement marchande. Les marchands de Kiev allaient non seulement jusqu'à Byzance, mais pouvaient atteindre Bagdad et la Perse. Les marchandises exportées étaient des esclaves, des fourrures, de la cire, du miel, des produits agricoles tels que le lin, le chanvre et le houblon. La Rusʹ importait de l'Est des chevaux et des armes, de Byzance des équipements navals, et des métaux et de la verrerie d'Europe centrale et d'Europe de l'Ouest. En raison du trafic important, de nombreuses marchandises pouvaient servir de monnaie d'échange, comme les bovins dans la partie sud de la Rusʹ ou la fourrure (dont celle de la martre) dans le Nord. Durant le règne de Vladimir Ier, des pièces commencent à être frappées, entre autres des srebrennik d'argent pesant 2,6 g en moyenne et des zlatnik d'or pesant 4,4 g (proche en termes de poids du solidus byzantin ou du dinar omeyyade) ; le système repose essentiellement sur l'argent métal, et le lingotin appelé grivna. Du fait de sa géographie, cet État est traversé par des marchands, on y trouve quantité de pièces en provenance de Byzance, de Bagdad, mais aussi de Venise, et la fonction de changeur y était très apprécié.

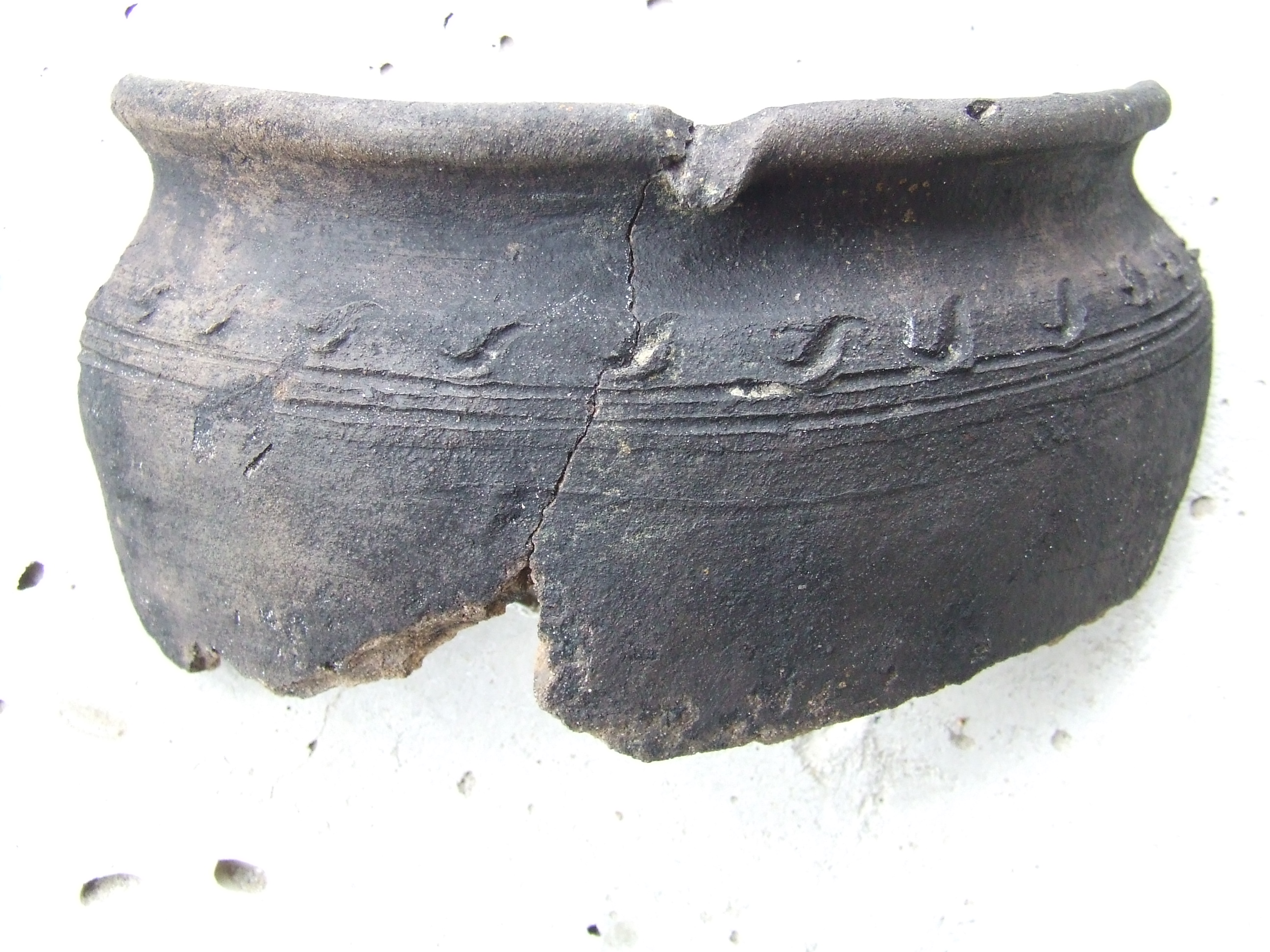
Fragment de faïence du XIVe siècle.

L'agriculture jouait un rôle important dans l'économie de la Rusʹ, car si le commerce était principalement l'enjeu des classes sociales les plus élevées, l'agriculture était l'activité économique pratiquée par la plus grande partie de la population. Les activités agricoles sont attestées bien avant la naissance de la Rusʹ, en particulier dans les terres du Sud, chaudes et constituées de tchernoziom, terre noire fertiles, riche en matière organique. Les terres du Nord de la Rusʹ (correspondant aujourd'hui aux oblasts de Novgorod, de Moscou, de Vladimir, d'Ivanovo et de Tver), couvertes de forêts de conifères et souvent marécageuses et aux sols podzoliques, avaient une agriculture moins développée et évoluée, avec de plus longues jachères. Dans les régions propices, des techniques de rotation culturale et d'assolement triennal furent pratiquées à la fin de la Rusʹ.
Les principaux produits céréaliers étaient le blé dans le Sud, et l'avoine et l'orge dans les régions plus froides et plus humides. La sylviculture, la chasse et l'apiculture avaient gardé cependant une importance capitale dans les régions forestières ou périphériques. Une autre culture importante dans toute la Rusʹ était le lin, pour la fabrication de vêtements.

### Religion
La foi traditionnelle des habitants de la Rus’ était la mythologie slave centrée sur les forces de la nature et le culte des esprits. Les principales divinités du panthéon de l'époque étaient Péroun, le dieu du tonnerre et la foudre s'apparentant au dieu scandinave Thor, Volos, le dieu des troupeaux et du commerce, et Stribog, la divinité du vent et des tempêtes. La religion slave n'était pas encadrée par un clergé et avait peu d'influence sur le plan institutionnel mais ses temples constituaient des centres culturels, commerciaux et de peuplement, devenus par la suite des paroisses chrétiennes.
La conversion au christianisme survient à partir de la fin du Xe siècle durant le règne de Vladimir Ier, ce christianisme était largement inspiré des traditions byzantines et ne connut pas d'évolution majeure par rapport au « symbole de Nicée » dans le domaine théologiques, contrairement à l'église de Rome qui organisa par la suite quatorze conciles supplémentaires, soit 21 au total, modifiant profondément sa théologie, son droit canon, son art religieux, son architecture, la canonisation de nouveaux saint saints et son influence de la société, qui lui donne un caractère propre différent des cinq autres patriarcats (Constantinople, Moscou, Antioche, Alexandrie et Jérusalem).
Après la conversion au christianisme à la fin du Xe siècle, l'Église de la Rusʹ était composée de huit diocèses, initialement sous le contrôle direct de Constantinople. Cette Église devint rapidement propriétaire de vastes domaines et avait de grandes influences dans les domaines de la médecine, de l'éducation et sur les questions morales.
La culture pravoslave de la Rusʹ subsista cependant longtemps après la conversion au christianisme. Dans les premiers siècles après la conversion, le caractère chrétien de la population restait assez superficiel, notamment dans les campagnes, et de nombreuses croyances anciennes furent incorporées dans le christianisme par un phénomène de syncrétisme qui fut appelé dvoïeverié ou double foi. La dernière réaction pravoslave connue se déroula en 1071, notamment à Novgorod.

## Querelle historiographique
En Occident, les termes de Rusʹ et de Russie furent longtemps distingués, Rusʹ était alors traduit par Ruthénie, avant que l'historiographie russe ne prenne le pas et confonde son nom avec l'ancien État médiéval slave oriental. Ainsi il n'est pas rare de voir encore aujourd'hui écrit abusivement Russie de Kiev ou Russie kiévienne au lieu de Rusʹ de Kiev.
La déformation et la captation d'héritage opérées par l'historiographie russe fait remonter la naissance de l'État russe à l'époque de la principauté de Kiev. Mais la principauté de Kiev existait déjà aux IXe et Xe siècles, elle était alors le seul grand État des Slaves orientaux. Or la Russie proprement dite, originellement appelée « Moscovie » avec son état d'esprit impérial, n'est apparue qu'au cours des XVe et XVIe siècles.
De son côté, à l'instar de l'historiographie russe, l'historiographie ukrainienne, longtemps méconnue, s'est réapproprié cet héritage à titre parfois exclusif. La Biélorussie quant à elle n'a jamais insisté sur sa période ruthène, ce qui lui vaut parfois d'être omise dans les débats historiographiques. Son rôle au sein du grand-duché de Lituanie a contribué à forger cette position, quoique ce dernier prétendit aussi, comme la Moscovie, être la continuité de la Rusʹ.
Dans les faits, ni l'Ukraine, ni la Biélorussie, ni la Russie ne peuvent se prévaloir, chacune seule ou davantage que les deux autres, comme héritières de la Rusʹ, puisque la notion même d'identité russe, biélorusse et ukrainienne n'était pas encore formée en tant que telle au moment de son effondrement : l'identité de la Rus' était simplement slave orientale et orthodoxe.

### Débat relatif à l'empire médiéval de Kiev
Les Slaves ont fait leur entrée dans l'Histoire dans l'Antiquité tardive. Le groupe oriental — ancêtres des Biélorusses, des Russes et des Ukrainiens — était représenté, au IXe siècle, par une série de tribus déjà groupées autour de centres proto-urbains, dont l'un fut à l'origine de la ville de Kiev. Cette mosaïque, encore unie par la langue écrite, la culture et la religion pravoslave subit le choc des invasions mongoles de 1237-1240, dont on considère qu'elles marquent la fin de la période « kiévienne » et le début de l'histoire progressivement de plus en plus différenciée des peuples slaves orientaux modernes.
L'héritage kiévien n'est pas allé tout entier à un héritier unique : il a été partagé et interprété différemment à l'Ouest par les Ukrainiens et les Biélorusses dans le cadre du Grand-duché de Lituanie puis de l'ensemble polono-lituanien des XVIe – XVIIIe siècles, et à l'Est par le tsarat de Moscovie (qui prit le nom de Russie en 1721, une dénomination dérivée de Rusʹ).
La solution la plus satisfaisante linguistiquement et historiquement serait de traduire Rusʹ par « Ruthénie », forme latine bien attestée depuis le Moyen Âge. Au XIXe siècle, les « Ruthènes » de Galicie étaient encore ainsi qualifiés par le gouvernement austro-hongrois, bien que par ailleurs la Ruthénie subcarpathique ait été alors nommée en allemand Kartpathen-Russland soit « Russie des Carpates ». Parler de Ruthénie kiévienne aurait donc le mérite de la clarté et de la neutralité.